# 私はナンバーワン
『私はナンバーワン』（わたしはナンバーワン）は、1962年1月28日から1963年9月29日までNET（現・テレビ朝日）系列局で放送されていた毎日放送製作のバラエティ番組である。ロート製薬の一社提供で、同社のオープニングキャッチはこの番組で初めて使用された。放送時間は毎週日曜 19:00 - 19:30 （日本標準時）。

## 概要
世にも珍しい腕自慢、特殊な技能を持つ人物、あるいはさまざまなコンクールで日本一になった人物などを紹介していた番組。司会は、当時ロート製薬の胃腸薬「シロン」のイメージキャラクターを務めていた市村俊幸が務めていた。市村は後番組『アップダウンクイズ』にも引き続き出演し、1964年3月まで司会を務めていた。
レギュラー放送開始前の同年1月14日と1月21日には、本番組の紹介のみを行う『ビッグショー』という番組が同系列局で放送された。